# Sophie Tatischeff
Sophie Catherine Tatischeff (* 23. Oktober 1946 in Neuilly-sur-Seine; † 27. Oktober 2001 in Paris) war eine französische Filmeditorin und Filmregisseurin.

## Leben
Sophie Tatischeff wurde 1946 als Kind des Regisseurs Jacques Tati und dessen Frau Micheline Winter geboren. Ihr jüngerer Bruder Pierre Tati (* 1949) war später ebenfalls im Filmgeschäft tätig.
Tatischeff absolvierte 1966 ihr Abitur und arbeitete danach an der Ton- und Bildgestaltung der letzten drei Filme ihres Vaters, Tatis herrliche Zeiten (1967), Trafic (1971) und Parade (1974). Daneben wirkte Tatischeff auch am Schnitt von Werken der Filmemacher Jean-Pierre Mocky (Eine Stadt zittert vor Solo), Jean-Pierre Melville (Der Chef), Coline Serreau (Warum nicht!) oder Tony Gatlif (La terre au ventre).
1978 gab sie mit dem Kurzfilm Spezialität des Hauses ihr Regiedebüt, der beim César 1979 als Bester Kurzfilm ausgezeichnet wurde.
Nach dem Tod ihres Vaters 1982 widmete sich Tatischeff vor allem der Aufgabe, das Werk ihres Vaters zu bewahren. Sie filmte einige Sendungen für das Magazine de la vie des gens auf France 3 und einen Dokumentarfilm über ihren Vater, Tati sur les pas de Mr Hulot. 1994 gründete sie das Studio Son pour son, in dem sie die Farbversion des 1947 von ihrem Vater gedrehten Film Tatis Schützenfest restaurierte. 1998 entstand unter Tatischeffs Regie der Film Le comptoir, für den sie gemeinsam mit Patrick Dewolf auch das Drehbuch verfasst hatte. Kurz vor ihrem Tod schnitt Tatischeff eines der letzten Werke ihres Vaters, Forza Bastia 78 oder Festtag auf der Insel, das Tati 1978 im Umfeld des UEFA-Pokalfinalspiels zwischen dem SC Bastia und PSV Eindhoven gedreht, aber nie vollendet hatte.
Nach langer Krankheit starb Sophie Tatischeff wenige Tage nach ihrem 55. Geburtstag in einem Pariser Krankenhaus.

## Filmografie (Auswahl)
Assistenz-Filmeditorin
- 1967: Tatis herrliche Zeiten (Playtime)
- 1970: Eine Stadt zittert vor Solo (Solo)
- 1972: Der Chef (Un flic)

Filmeditorin
- 1971: Trafic
- 1973: Pénélope, folle de son corps
- 1974: Parade (Fernsehfilm)
- 1977: Pauline et l'ordinateur
- 1977: Mais qu'est ce qu'elles veulent (Dokumentarfilm)
- 1977: Warum nicht! (Pourquoi pas!)
- 1978: Couleur chair
- 1978: La terre au ventre
- 1979: L'extraordinaire ascension de Maurice Bellange (Kurzfilm)
- 1982: Canta Gitano (Kurzfilm)
- 1985: Strapontin (Kurzfilm)
- 1985: L'enfant de la haute mer (Kurzfilm)
- 1986: Synthétique opérette (Kurzfilm)
- 1989: Toilette-Zone (Kurzfilm)
- 2002: Forza Bastia 78 oder Festtag auf der Insel (Forza Bastia, Dokumentarfilm)

Regisseurin
- 1978: Spezialität des Hauses (Dégustation maison, Kurzfilm)
- 1998: Le comptoir
- 2002: Forza Bastia 78 oder Festtag auf der Insel (Forza Bastia, Dokumentarfilm)